# Comedy Central
Comedy Central è un canale televisivo statunitense via cavo e satellitare, di proprietà di ViacomCBS Global Entertainment Group, divisione della Paramount Media Networks di Paramount Skydance Corporation. Il canale americano si presenta con una programmazione comica e umoristica, sotto forma di serie originali in syndication, stand-up comedy e lungometraggi.
Dai primi anni 2000, Comedy Central si è ampliato in tutto il mondo, localizzandosi in Asia, Germania, Repubblica Ceca, Ungheria, Israele, Italia, America Latina, Nuova Zelanda, Paesi Bassi, Norvegia, Polonia, Spagna, Svezia, Danimarca, Finlandia, Regno Unito, India, Brasile, Albania, Bosnia ed Erzegovina, Bulgaria, Belgio, Croazia, Romania, Macedonia, Montenegro, Serbia, Slovenia, Medio Oriente e Africa. I canali internazionali sono gestiti da Viacom International Media Networks.
Da settembre 2019, Comedy Central è disponibile a circa 86.723.000 famiglie negli Stati Uniti.

## Storia

### La nascita
Comedy Central comincia le trasmissioni il 1º aprile 1991 e dal 13 agosto 1997 comincia a trasmettere South Park, inoltre dal 2008 rinnova la serie Futurama (originaria del network Fox e chiusa inizialmente nel 2003) per 4 film usciti direttamente per il mercato Home video suddividendoli in mini episodi formando una quinta stagione, per la sesta stagione e per la settima.

### I primi anni (1989-1991)
Il 15 novembre 1989, Time Warner, proprietario della HBO, ha lanciato The Comedy Channel come primo canale via cavo, dedicato esclusivamente alla programmazione basata sulla commedia. Il 1º aprile 1990, Viacom (che possedeva MTV, VH1 e Nickelodeon) ha lanciato un canale rivale chiamato Ha!, che si basava principalmente sulle situation comedy e le sketch comedy.
I programmi di The Channel Comedy sono stati trasmessi dalla HBO Downtown Studios al 120 East 23rd Street di Manhattan. Prima della fusione con Ha!, il canale comprendeva diversi programmi originali come Onion World con Rich Hall e il Mystery Science Theater 3000, oltre agli spettacoli ospitati da comici, tra cui The Sweet Life con Rachel Sweet, Night After Night con Allan Havey, Sports Monster e The Higgins Boys and Gruber. Quest'ultimo spettacolo parodiava diverse serie televisive d'epoca come Supercar, Clutch Cargo e Lancillotto 008.

### 2000-2010
Il 30 ottobre 2000, Comedy Central ha introdotto una versione modernizzata del suo logo del globo, raddrizzando e ammodernando gli edifici e rimuovendo il trasmettitore e il tendone. La direzione della rete ha affermato che si diceva che il trasmettitore del logo del 1991 "comunicasse l'era delle trasmissioni degli anni '50". Nel 2002, la Comedy Central Records è stata fondata come mezzo per pubblicare album di comici apparsi sulla rete. 
Nel 2003, Viacom ha acquisito la piena proprietà di Comedy Central e dal 2003 Comedy Central ha creato una tradizione di arrostire comici nello stile degli arrosti del New York Friars 'Club. Durante questi arrosti, gli amici del roastee, insieme ad altri comici, si alternano prendendo in giro il roastee, gli altri torrefattori e, occasionalmente, i membri del pubblico. Finora, i roastee hanno incluso Denis Leary, Jeff Foxworthy, Pamela Anderson, William Shatner, Flavour Flav, Bob Saget, Larry the Cable Guy, Joan River, Rob Reiner, David Hasselhoff, Donald Trump, Charlie Sheen, Roseanne Barr, James Franco, Justin Bieber, Rob Lowe, Bruce Willis e Alec Baldwin.
Il successo di South Park , nonostante il suo umorismo nero ha incoraggiato la rete a continuare a spingersi oltre i limiti del linguaggio per adulti. Ogni venerdì e sabato sera all'1, un film, uno speciale comico o un programma animato viene mostrato senza modifiche linguistiche come parte di un blocco chiamato Secret Stash . È stato presentato in anteprima il 4 luglio 2003, con il debutto televisivo via cavo inedito di South Park: Il film Più Grosso,Più Lungo e tutto intero . Sebbene nessuna lingua sia censurata in Secret Stash, la maggior parte della nudità nei programmi viene comunque eliminata, ad eccezione della nudità limitata consentita nei programmi animati come Drawn Together e della nudità posteriore.
Alla fine del 2004, è stato riferito che i quattro spettacoli con il punteggio più alto su Comedy Central erano, in ordine decrescente, South Park , Chappelle's Show , The Daily Show e Reno 911! . Poco dopo, Dave Chappelle si ritirò dalla tanto attesa terza stagione di Chappelle's Show . Nel frattempo, The Daily Show ha continuato a salire negli ascolti. Nell'ottobre 2005, in occasione di un nuovo contratto triennale per South Park e del lancio dello spin-off del Daily Show The Colbert Report , è stato riferito che South Park e The Daily Show erano i due spettacoli con il punteggio più alto su Comedy Central. . Il capo della Comedy Central, Doug Herzog, avrebbe affermato che sperava di continuare a mandare in onda le nuove stagioni di South Park per sempre e che The Colbert Report aveva realizzato un piano di lunga data per estendere il marchio Daily Show.
Il 5 aprile 2006, in un controverso arco di episodi in due parti intitolato " Cartoon Wars Part I " e " Cartoon Wars Part II ", South Park ha toccato la questione della recente protesta contro i disegni dei cartoni animati danesi raffiguranti il profeta musulmano Maometto. L'immagine di Maometto non è apparsa nell'episodio. L'episodio prendeva in giro anche il collega dei cartoni animati I Griffin . Il 13 aprile 2006, Comedy Central ha rilasciato una dichiarazione che sembra confermare che la rete ha proibito ai creatori dello spettacolo di mandare in onda un'immagine di Maometto. La dichiarazione recita: "Alla luce dei recenti eventi mondiali, riteniamo di aver preso la decisione giusta". Una fonte anonima vicina allo spettacolo ha indicato che i creatori di South Park Trey Parker e Matt Stone erano stati informati della politica diverse settimane prima e avevano scritto questo arco narrativo in segno di protesta. Questo è stato un cambiamento di politica per Comedy Central, avendo permesso a South Park di ritrarre un'immagine di Maometto in un episodio precedente, " Super Best Friends ". Stranamente, un'immagine di Maometto era ancora brevemente visibile nei titoli di testa degli episodi di "Cartoon Wars" (l'immagine era lì come richiamo a "Super Best Friends").
Il 15 gennaio 2007, MTV Networks International ha lanciato in Germania Comedy Central, disponibile gratuitamente in tutta Europa. Il canale trasmette 33 programmi doppiati in tedesco o sottotitolati, trasmettendo anche programmi prodotti localmente. Il 30 aprile, il canale olandese Box è stato rilanciato come versione olandese di Comedy Central durante la condivisione in prima serata e durante le ore notturne con Nickelodeon. Il 1 maggio 2007, Comedy Central si è espansa in Italia, in sostituzione di Paramount Comedy. 
Il 27 giugno 2007, le reti di proprietà di CTVglobemedia CTV e The Comedy Network hanno ottenuto i diritti esclusivi canadesi sull'intera libreria Comedy Central di programmi passati e attuali su tutte le piattaforme elettroniche, in base a un accordo pluriennale con Viacom, ampliando gli accordi di programmazione passati. tra i due canali. Gli utenti canadesi che tentavano di visitare i siti web di Comedy Central sono stati reindirizzati al sito web di The Comedy Network. Il canale canadese mantiene il suo marchio, ma per il resto l'accordo è molto simile al precedente accordo CTV-Viacom per MTV in Canada. A partire dal 2011, questo geocaching non si applica più ed è possibile accedere sia ai siti Web di Comedy Central che a quelli di The Comedy Network in tutto il mondo, ad eccezione dei video che rimangono accessibili solo all'interno di ciascun rispettivo paese.
Nel dicembre 2007, Comedy Central ha ripreso uno spettacolo condotto da Lewis Black chiamato Lewis Black's Root of All Evil , che ha debuttato nel marzo 2008. Il 9 gennaio 2008, è stato annunciato Comedy Central e MTV ne avrebbero consentito lo streaming programmi online gratuitamente a partire da febbraio di quell'anno. Il gennaio, Scott Landsman è diventato vicepresidente della programmazione e dello sviluppo originali della rete. 
Il 27 marzo 2008, l'Autorità radiotelevisiva svedese ha approvato una richiesta di Comedy Central relativa all'autorizzazione a trasmettere programmi televisivi in Svezia. La sovvenzione ha consentito a Comedy Central di trasmettere sulla rete televisiva terrestre tra il 1 gennaio 2009 e il 31 marzo 2014, dopodiché è stato necessario presentare una nuova richiesta per continuare le trasmissioni. La rete di punta statunitense di Comedy Central ha acquisito un remake di The Gong Show condotto da Dave Attell, protagonista della sua precedente serie omonima di Comedy Central Insomniac , che ha debuttato nel luglio 2008. Un altro nuovo spettacolo chiamato Reality Bites Back è stato presentato in anteprima dopo The Gong Show con Dave Attell .
Nel giugno 2008, Comedy Central ha ripreso lo spettacolo comico di sketch Important Things with Demetri Martin, che ha iniziato la messa in nel febbraio 2009. Il 1 aprile 2009, Comedy Central ha iniziato a essere trasmesso in Nuova Zelanda come canale 010 su SKY Digital. Il 6 aprile, Paramount Comedy nel Regno Unito e in Irlanda è stata rinominata Comedy Central. Il 7 aprile 2009, è stato annunciato che Comedy Central avrebbe trasmesso nuovi speciali di cabaret con Christopher Titus, Gabriel Iglesias, Pablo Francisco, Jim Breuer, Mitch Fatel e Pete Correale e il ventriloquo Jeff Dunham. La rete ha ripreso anche uno spettacolo animato intitolato Ugly Americans. Nel 2009 è stato presentato in anteprima The Goode Family . Sempre nel 2009, Thomas Lennon annunciò tramite Twitter che Reno 911! era stato cancellato dopo sei stagioni, con grande disapprovazione dei fan. La rete ha anche avuto un ruolo nel revival della serie animata Futurama , che Fox aveva cancellato nel 2003. Nuovi episodi hanno iniziato ad essere trasmessi su Comedy Central nel 2010. Ma nel maggio 2013, Comedy Central ha rilasciato una dichiarazione in cui affermava che il contratto tra Futurama e Comedy Central non sarebbe stato rinnovato e l'estate del 2013 sarebbe stata l'ultima stagione in onda di Futurama. Tuttavia, gli episodi continuano a essere trasmessi settimanalmente su Comedy Central.

### 2011-2018
Il 9 dicembre 2010, Comedy Central ha introdotto un nuovo logo per la rete lanciata il 1 gennaio 2011, che ha lasciato dietro di sé il tema precedente di una "torre" di dimensioni mondiali che trasmette la rete/grattacieli, a favore di un'immagine di due "C", con una di esse e la parola "Central" capovolte all'interno del nuovo logo. Il nuovo logo è stato progettato per rappresentare il marchio unico di commedia della rete (con alcuni paragoni con il simbolo del copyright come ispirazione per il suo design e utilizzo) e per fornire alla rete un logo che potesse essere facilmente utilizzato su diverse piattaforme, come mezzi di comunicazione sociale. Tuttavia, la versione "barre" del logo utilizzato dal 2000 al 2011 doveva essere il nuovo logo di Comedy Central come parte di un rebranding pianificato nel 2010, e la rete lo utilizzò di breve durata fino a quando la rete non iniziò un logo soprannominato "Comedymark". ". È stata inoltre sottolineata la somiglianza del logo con quello utilizzato dalla Federal Communications Commission. Ha vinto numerosi premi del settore. 
La versione polacca del canale è stato il primo canale internazionale di Comedy Central a passare al nuovo logo il 20 febbraio 2011; seguita dalla versione ungherese il 1 aprile 2011. Le versioni del canale in Germania e nei Paesi Bassi seguirono presto il 1 ottobre 2011. Comedy Central New Zealand è stato rinominato nell'aprile 2012. Viacom 18 ha lanciato il canale in India il 23 gennaio 2012. StarHub ha lanciato Comedy Central Asia a Singapore il 1 novembre 2012; il canale è stato aggiunto al gruppo Basic Entertainment Upsize.

### 2019-Presente
Nel luglio 2018, Comedy Central ha aggiornato il proprio marchio, mantenendo il logo esistente con la doppia C, ma introducendo un nuovo carattere tipografico interno e cambiando il colore aziendale della rete in ambra (utilizzando anche altri colori per denotare i programmi di punta). 
L'11 febbraio 2019, Jimmy Kimmel ha annunciato nel suo talk show Jimmy Kimmel Live! quell'ex spettacolo Crank Yankers sarà ripreso su Comedy Central per una quinta stagione di 20 episodi. La nuova stagione includerà scherzi sui social media e altre piattaforme. Il fratello di Kimmel, Jonathan Kimmel, fungerà da showrunner e produttore esecutivo.
Il 1 maggio 2019, Pluto TV di proprietà di Viacom ha lanciato due reti Comedy Central intitolate Comedy Central Pluto e Comedy Central Stand Up . Il primo trasmette le serie originali classiche di Comedy Central come Reno 911! , Crank Yankers e altri, mentre quest'ultimo trasmette gli speciali stand up della rete. Successivamente, il 15 dicembre 2020, il canale Comedy Central Stand Up è stato rimosso ed è stato aggiunto un nuovo canale Comedy Central Animation.
Il 4 dicembre 2019, Viacom si è fusa nuovamente con CBS Corporation per formare ViacomCBS. 
Nel 2020, Comedy Central ha iniziato a spostare la sua programmazione verso l'animazione per adulti, con riprese delle serie di Beavis e Butt-Head , un riavvio di The Ren & Stimpy Show e lo spin-off di Daria Jodie (successivamente trasformato in un film per la televisione). Il primo titolo di questi è stato spostato su Paramount+ . La rete ha anche lanciato un nuovo blocco di animazione nei giorni feriali inizialmente denominato Animation Contamination, con repliche di South Park , Futurama e The Cleveland Show . A sua volta, Comedy Central ha ridotto la sua lista di live-action, annunciando la cancellazione di Drunk History e Tosh.0 , così come la migrazione di South Side e The Other Two su HBO Max e Alternatino con Arturo Castro a Quibi, che non si è concretizzato dopo il ripiegamento della piattaforma. 

## Palinsesto

### Dove Vedere
È possibile guardare i programmi Comedy Central su Pluto TV e Now.

### Sceneggiati

#### Serie animate
- South Park

#### Film
- South Park - Il film: più grosso, più lungo & tutto intero

#### Live-action
- Crank Yankers
- Awkwafina è Nora del Queens

### Non sceneggiati

#### Varietà
- The Daily Show
- Tosh.0

#### Stand-up comedy
- Comedy Central Stand-Up Presents
- This Week at the Comedy Cellar
- Good Talk with Anthony Jeselnik
- Bill Burr Presents: The Ringers

### Programmi in syndication
- Futurama
- The Office
- BoJack Horseman
- The Cleveland Show
- Parks and Recreation
- Schitt's Creek